# Carrigaline
Carrigaline (en irlandès Carraig Uí Leighin, és a dir, "roca d'Ó Leighin") és una ciutat d'un sol carrer (o sráidbhaile) d'Irlanda, al comtat de Cork, a la província de Munster. Es troba 14 kilòmetres al sud de la ciutat de Cork. La ciutat és una de les entrades principals a Cork Oest, especialment per als que arriben en ferri des de Swansea. Està previst que el 2014 s'hi construeixi una Gaelcholáiste.

## Agermanaments
- Guidel (Gwidel)